# Ulrike Flach

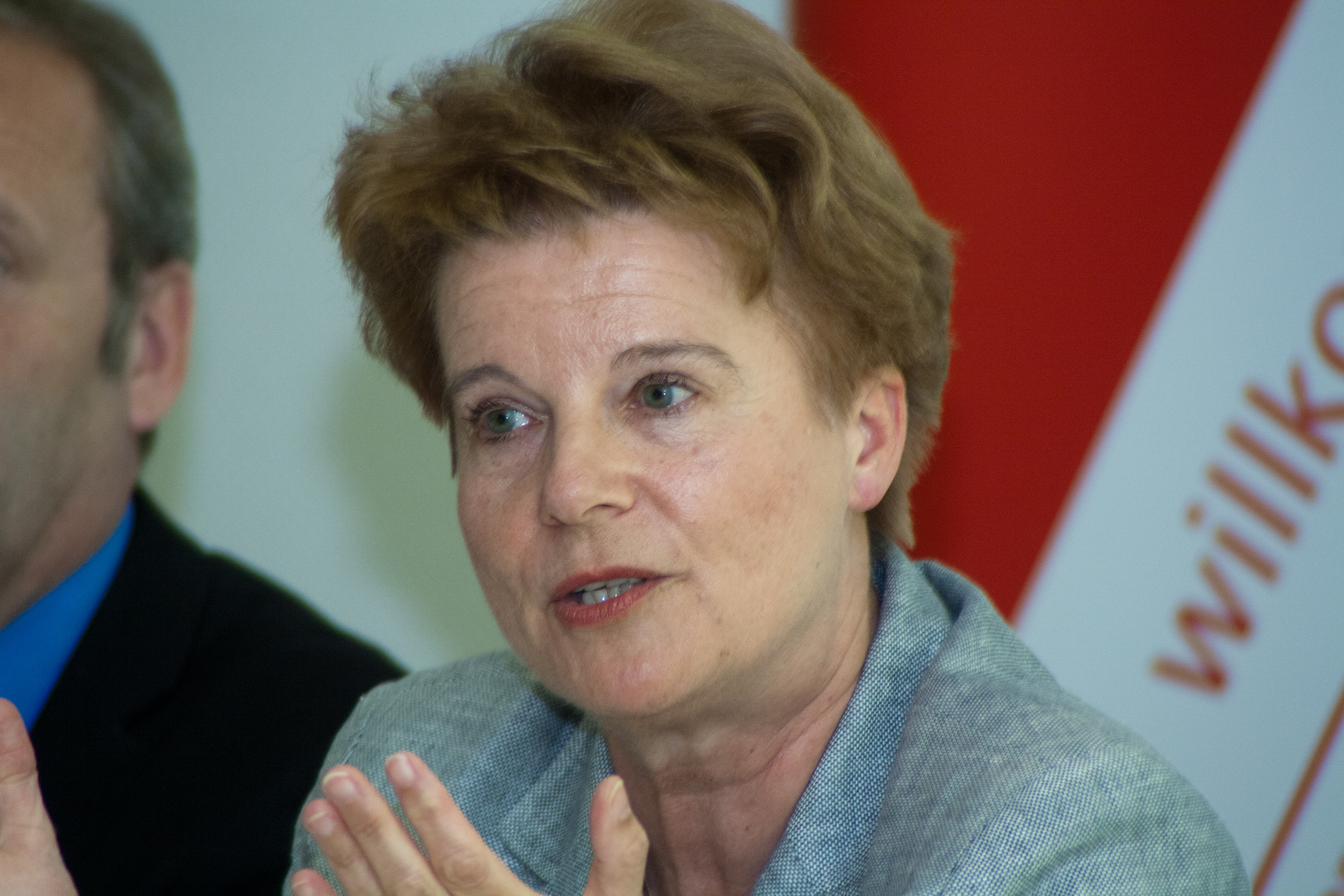
Ulrike Flach (2010)

Ulrike Flach geb. Franzen (* 1. Januar 1951 in Oberhausen) ist eine deutsche Politikerin (FDP). Sie war von 1998 bis 2013 Mitglied des Bundestages und 2011 bis 2013 Parlamentarische Staatssekretärin im Bundesministerium für Gesundheit. Zuvor war sie seit 2009 stellvertretende Vorsitzende der FDP-Bundestagsfraktion.
Von 2014 bis 2017 war sie Mitglied des Aufsichtsrates der CompuGroup Medical AG.

## Ausbildung und Beruf
Nach dem Abitur 1969 in Oberhausen absolvierte Ulrike Flach ein Studium der Angewandten Sprachwissenschaften in Mainz, London und Genua, welches sie 1973 als Diplom-Übersetzerin beendete. Seit 1974 war sie als Übersetzerin bei der Kraftwerk Union in Mülheim an der Ruhr tätig. Ihr Vertrag ruhte seit Januar 2005 und wurde 2013 beendet.

## Familie
Ulrike Flach ist verheiratet und hat zwei Kinder und fünf Enkelkinder.

## Partei
Seit 1975 ist sie Mitglied der FDP. Von 1976 bis 1978 war sie Vorsitzende des FDP-Kreisverbandes Oberhausen. Von 1992 bis 2010 war sie Vorsitzende des FDP-Kreisverbandes Mülheim/Ruhr, von 1995 bis 2005 stellvertretende Landesvorsitzende der FDP Nordrhein-Westfalen. Sie gehörte 1997 bis 2005 dem FDP-Bundesvorstand an. 2006 wurde sie erneut in den Landesvorstand der FDP NRW gewählt. Sie war außerdem von 2006 bis 2010 stellvertretende Landesvorsitzende der Vereinigung Liberaler Kommunalpolitiker (VLK) NRW.

## Abgeordnete
Von 1998 bis 2013 war Ulrike Flach Mitglied des Deutschen Bundestages. Hier war sie seit Juni 2000 Vorsitzende des Ausschusses für Bildung, Forschung und Technikfolgenabschätzung. Das Amt als Ausschussvorsitzende legte sie nach Kritik wegen Zahlungen der Siemens AG in Höhe von 60.000 € im Jahr, für die sie nebenher weiter als Übersetzerin gearbeitet hatte, am 24. Januar 2005 nieder. Ihre Nachfolgerin wurde Cornelia Pieper. 
Von 2005 bis 2009 war Ulrike Flach Obfrau der FDP-Bundestagsfraktion im Haushaltsausschuss und Technologiepolitische Sprecherin der Fraktion. Nach der Bundestagswahl 2009 war sie bis zum Wechsel in die Regierung im Jahre 2011 Mitglied des Haushalts- und Gesundheitsausschusses, gesundheitspolitische Sprecherin und stellvertretende Vorsitzende der FDP-Fraktion.
Vom 12. Mai 2011 bis 17. Dezember 2013 war Flach Parlamentarische Staatssekretärin im Bundesministerium für Gesundheit. Sie folgte auf Daniel Bahr, der zum Bundesgesundheitsminister ernannt wurde.
Ulrike Flach zog über die FDP-Landesliste von Nordrhein-Westfalen in den Deutschen Bundestag ein.
Zur Bundestagswahl 2013 trat Flach nicht wieder an.

## Ehrungen
- 2010: Verdienstkreuz am Bande der Bundesrepublik Deutschland
- 2010: Ehrenring der Stadt Mülheim an der Ruhr
- 2013: Ehrendoktorwürde der Nicolae-Testemițanu-Universität für Medizin und Pharmazie, Chisinau (Moldawien)